# Chiết cành

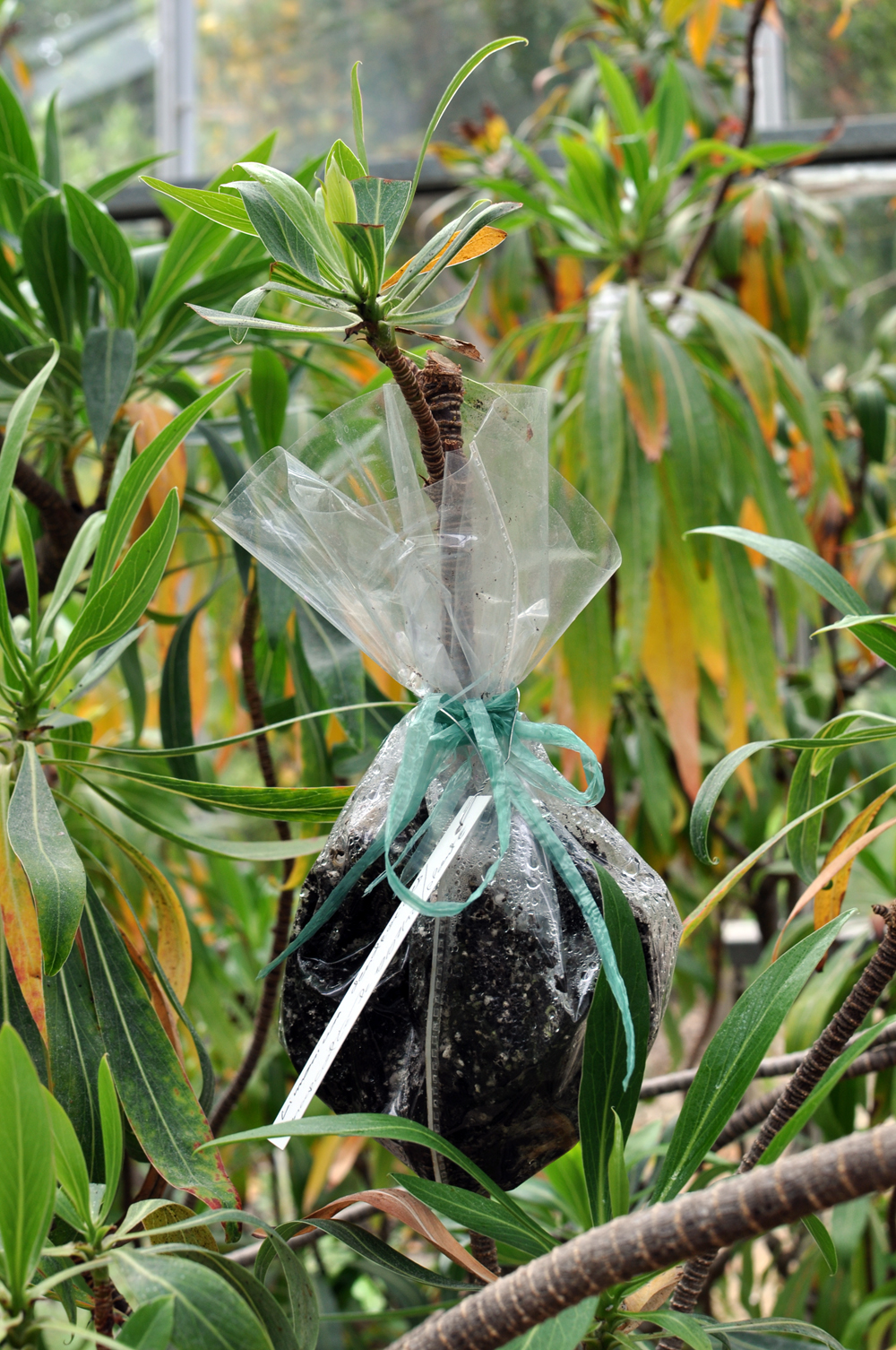
Chiết cành loài Limonium dendroides

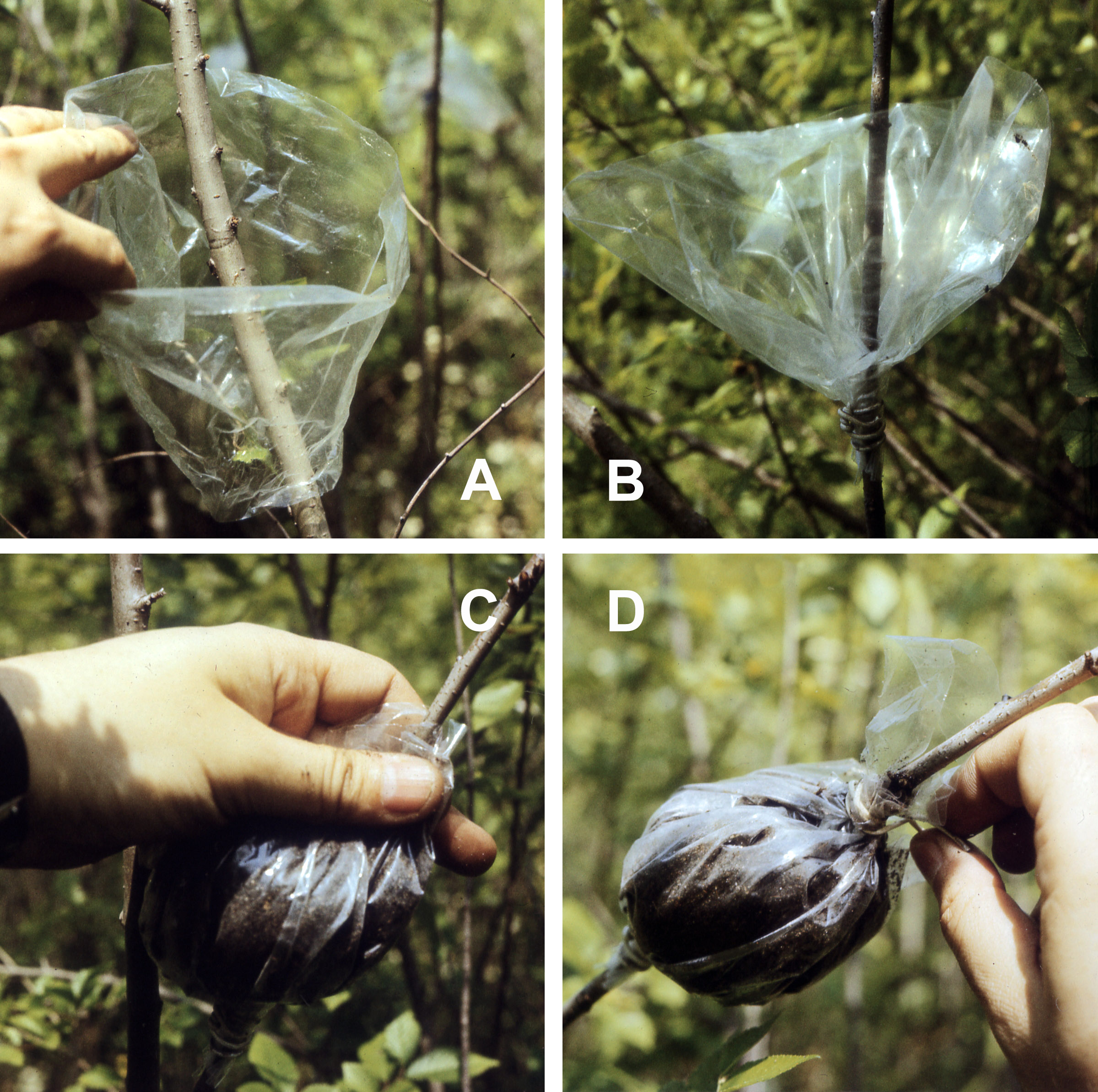
Các công đoạn chiết cành loài Ulmus pumila.

Chiết cành là một trong những phương pháp nhân giống vô tính cây trồng. Bằng nhiều bước kĩ thuật người ta làm cho một cành hay một đoạn cành ra rễ trên cây, sau đó tách khỏi cây mẹ, đem trồng thành cây mới.
Đối với việc nhân giống cam, quýt… nên áp dụng phương pháp chiết cành. Chiết cành là cách tạo ra cành cây giống để trồng bằng cách tạo cho ra rễ trên vỏ li be của cành chiết. Cành chiết cần chọn cành khoẻ, không mọc xiên, cây có quả sai và ngon ngọt. Hiện tại phương pháp chiết cành dần được thay thế bởi phương pháp nhân giống bằng ghép nhưng phương pháp này vẫn được áp dụng phổ biến cho các loại cây ăn quả như chanh, vải, nhãn, mơ, mận, hồng xiêm, khế, quýt...

## Cơ sở khoa học
- Cơ sở của biện pháp chiết cành đó là hiện tượng nguyên phân
- Nguyên lí: khoanh vỏ và bỏ một lớp vỏ kể cả mạch libe (mạch rây), chỉ chừa lại phần gỗ (mạch gỗ), trong thân cây, mạch gỗ dẫn nước và muối khoáng từ dưới lên, và mạch rây dẫn chất tổng hợp từ lá xuống dưới như tinh bột, auxin... Khi auxin vận chuyển tới chỗ bị cắt, do mạch rây bị đứt, nên chất dinh dưỡng và auxin sẽ bị nghẽn lại do đó rễ được tạo ra tại phần thân, cành bị khoanh vỏ. Nếu ta cung cấp chất dinh dưỡng cho phần rễ này hấp thu thì nó sẽ càng phát triển mạnh cùng với đoạn cành nó mang. Từ đó có thể cắt dời đoạn cành từ chỗ mọc rễ đem trồng thì đoạn cành đó sẽ phát triển thành cây con mới.

## Dụng cụ, nguyên liệu
Gồm:
- Dao cắt tỉa chuyên dụng
- Dây buộc
- Bao bầu nilong hoặc vải, chai lọ...
- Phân, mùn, đất, rơm rạ...
- Cây mẹ dùng để chiết.

## Các bước thực hiện
- Bước 1: Chọn cành chiết

- Nên chọn những cành khỏe mạnh không bị sâu bệnh, mang đầy đủ các đặc điểm hình thái của giống.
- Những cành thường chọn là cành cấp 2 trở đi.
- Bước 2: Khoanh vỏ cành chiết

- Đây là thao tác rất quan trọng nếu thực hiện không tốt sẽ làm cho cành chiết bị chết vì vết khoanh quá sâu, làm đứt các mạch dinh dưỡng, đối với các cây ít nhựa như cam quýt có thể tiến hành bó bầu ngay, đối với cây nhiều nhựa như xoài, mít cần cạo sach lớp màng nhày quanh thân gỗ chính và để khô 3-4 ngày rồi mới tiến hành bó bầu.
- Bước 3: Làm bầu

- Quấn rơm nhào với đất bùn ướt, vôi, tro bếp …, bên ngoài bao một lớp vỏ chiếu cũ hoặc nylon có lỗ thoát nước vào phần cành đã khoanh vỏ
- Chú ý: không được quấn hở vùng khoanh vỏ vì nếu quấn hở sẽ khiến chỗ khoanh dễ bị xâm nhập bởi vi khuẩn, vi sinh vật...làm hỏng, chết cành chiết.
- Bước 4: Tách cây hoàn chỉnh

- Sau một thời gian chỗ cành chiết ra rễ khỏe, cành chiết phát triển tốt bình thường thì cắt hoặc cưa cả phần bầu rễ rồi đem đi trồng.

## Điều kiện
- - Cành chiết: từ cây khoẻ mạnh, không có biểu hiện bệnh để cây con sau này khoẻ, khả năng phát triển tốt.
- - Đất trồng thường là đất vườn, đất pha cát, sét, bảo đảm được độ thông thoáng và độ ẩm. Độ pH thích hợp là từ 5-6, đất nên bón phân hữu cơ và phân tổng hợp đầy đủ.
- - Các nguyên liệu bó bầu phải là nguyên liệu sạch tránh mang bệnh, vi sinh vật có hại cho cành ghép.
- - Thời tiết: không nên chọn chiết cây vào những thời điểm nhiều mưa hoăc quá nắng nóng. Phù hợp nhất là vào những ngày mát trời.

## Ứng dụng và lợi ích
- Chiết cành rất thuận tiện sử dụng cho các trường hợp nhân giống cây trồng mà hạt của cây quá cứng hoặc thời gian sinh trưởng từ cây con đến trưởng thành quá dài. Vì vậy chiết cành giúp giảm thời gian cho đến khi cây trưởng thành.
- Cây con từ phương pháp chiết sẽ giữ nguyên các đặc tính của cây mẹ (màu sắc, hương vị hoa, quả...). Từ đó con người chọn lựa những tính trạng tốt của cây để nhân giống đại trà.